# 永運院
永運院（えいうんいん）は京都府京都市左京区にある浄土宗大本山金戒光明寺の塔頭の1つである。通常は非公開。

## 歴史
天正19年（1591年）、阿闍梨永継により金戒光明寺山門の東側に創建。文政年間に浄専院と合併した。嘉永年間の山門建立により立ち退いた永運院と浄専院が現在の寺地にあった妙蓮院を合併し、三か寺の本尊である阿弥陀如来を安置し、今の永運院となった。

## 建造物
- 本堂（方丈） - 京都府登録文化財（昭和58年4月15日登録）。入母屋造、桟瓦葺。江戸初期に宮城豊盛が妙蓮院として建立したもので、浄土宗の方丈遺構として古いものである。
- 表門 - 京都府登録文化財（昭和58年4月15日登録）。一間薬医門、本瓦葺。

## 文化財
- 永運院文書 - 京都市指定文化財。平成12年（2000年）、襖絵の修復の際に下張りから発見された。宮城豊盛宛ての書状が多く、黒田孝高や小西行長などの武将の名も見られる。

## アクセス
- 京都市バス岡崎道下車　徒歩数分